# 2004 en économie (activité humaine)
 (mai 2016).
Si vous disposez d'ouvrages ou d'articles de référence ou si vous connaissez des sites web de qualité traitant du thème abordé ici, merci de compléter l'article en donnant les références utiles à sa vérifiabilité et en les liant à la section « Notes et références ».
| • Chronologie générale de l'économie • |

| • Chronologie générale de l'économie • |

| Années de l'économie : 2001 - 2002 - 2003 - 2004 - 2005 - 2006 - 2007    |
| Décennies de l'économie : 1970 - 1980 - 1990 - 2000 - 2010 - 2020 - 2030 |

Cet article présente les faits marquants de l'année 2004 en économie.

## Contexte économique mondial
L'année 2004 fut marquée par un certain rebond économique et la fin de la récession du début des années 2000. Le bond spectaculaire des prix du pétrole au cours de l'année pesa cependant sur la reprise de l'économie mondiale. De forts contrastes demeurent selon les régions :
- L'économie américaine progresse à un rythme soutenu. L'investissement des entreprises se maintient à un fort niveau mais la consommation des ménages pâtit de la forte hausse des prix du pétrole. Les créations d'emplois se maintiennent à un fort niveau.
- L'économie asiatique (et en particulier chinoise) maintient un fort dynamisme malgré un léger retrait par rapport à 2003.
- L'Europe continentale, malgré un rebond par rapport à 2003, demeure à la traîne. Après un bon démarrage en début d'année la dynamique s'est essoufflée : de fortes divergences demeurent entre les pays bénéficiant d'une demande interne bien orientée (France, Espagne) et ceux s'appuyant plutôt sur le rebond des exportations (Allemagne).

### Amériques

#### Canada
L'activité accéléra rapidement en 2004 et la croissance du PIB dépassa les 3 %, stimulée par le dynamisme des exportations. En effet, pour la première fois depuis 2002, la balance commerciale contribue positivement à la croissance du PIB. La Banque du Canada annonce en octobre 2004 que la croissance a excédé les prévisions. L'OCDE estime dans ses Perspectives Économiques de décembre 2004 que l'économie canadienne approche de sa pleine capacité,,.
La hausse des prix demeure modeste en 2003 au début de l'année 2004 à la suite des excédents de capacités de production. Cependant, la hausse des prix du pétrole en 2004 cause un fort reflux de l'inflation qui dépasse les 2 % en glissement annuel au deuxième trimestre. Malgré un léger ralentissement de l'inflation en fin d'année, la Banque du Canada décide de durcir sa politique monétaire deux fois à l'automne 2004 en portant son taux directeur à 2,25 % le 8 septembre puis 2,5 % le 19 octobre pour contrer les risques inflationnistes. Les perspectives économiques s'assombrissant à la fin de l'année, la Banque du Canada révise à la baisse sa prévision de croissance pour 2005 à 2,9 au lieu de 3,5 %,.

## Contexte économique en France

### Indicateurs macro-économiques
|                                                    | 2003   | 2004            | 2004   | 2005            | 2005   |       |
| -------------------------------------------------- | ------ | --------------- | ------ | --------------- | ------ | ----- |
| Croissance du PIB en volume                        | 0,82 % | en augmentation | 2,79 % | en diminution   | 1,61 % | [ 5 ] |
| Inflation                                          | 2,1 %  | en stagnation   | 2,1 %  |                 | 1,8 %  | [ 6 ] |
| Déficit public en % du PIB                         | –3,9 % | en augmentation | –3,5 % | en augmentation | –3,2 % | [ 7 ] |
| Dette publique en % du PIB                         | 64,2 % |                 | 65,7 % |                 | 67,2 % | [ 8 ] |
| Balance du commerce extérieur en milliards d'euros | –4,29  | en diminution   | –14,22 | en diminution   | –24,2  |       |
| Taux de chômage en %                               | 8,5    |                 | 8,9    | en stagnation   | 8,9    | [ 9 ] |

### Conjoncture en 2004
Le contexte économique en France s'améliore en 2004 après une phase de faible croissance entre 2001 et 2003. La croissance du PIB français atteint 2,3 % en 2004 soit son plus haut niveau depuis 2000. C'est un niveau supérieur à la croissance moyenne des autres pays de la zone euro. Cependant, le second semestre marque un ralentissement de la croissance après un premier semestre particulièrement dynamique.
La demande intérieure française fut particulièrement dynamique et sa contribution à la croissance est de +2,5 %. En revanche, les échanges commerciaux, marqués par la dégradation de la balance commerciale en 2004, contribuent négativement à hauteur de -1,5 %. Enfin, les variations de stocks ont eu un impact positif de 0,9 % sur la croissance du PIB. Dans le détail :
- La consommation des ménages, demeurée solide en 2002 et 2003, s'est montrée dynamique en 2004 (+2,2%) malgré la hausse modérée du pouvoir d'achat.
- L'investissement des entreprises a connu une forte reprise en 2004 (+2,8 %)
- L'investissement des ménages a très fortement cru en 2004 (+3,3 %) porté par le contexte très favorable de l'immobilier

#### Analyse de l'OFCE
Concernant la tendance générale, OFCE constate la reprise effective de l'économie française en 2004 et souligne qu'en 2003-2004, pour la première fois depuis 1997, l'économie française connait une croissance plus forte que la moyenne de la Zone euro. Pourtant, l'observatoire pointe aussi les défaillances de l'économie française qui persistent tout au long de l'année tel un marché du travail peu dynamiques et des gains très faible de pouvoir d'achat pour les ménages.
Concernant le commerce extérieur, qui demeure dégradé en 2004, l'observatoire constate aussi que la France est un cas à part dans la Zone euro : alors que les échanges extérieurs ont un effet positif de 0,4 point de PIB pour la Zone euro, la morosité de la demande mondiale adossée à la France ampute cette fois la croissance de 1 point de PIB. Si l'appréciation de l'euro depuis fin 2001 peut être considérée comme une des causes de la dégradation de la compétitivité de la Zone euro, elle ne suffit pas à expliquer la médiocrité du commerce extérieur français en 2004. L'observatoire invite plutôt à investiguer des raisons de fond liées au caractère particulier du commerce extérieur français : de milieu de gamme et centré principalement vers l'Europe, l'empêchant ainsi de bénéficier de la reprise aux États-Unis et en Asie. Enfin la place importante de l'aéronautique, fortement affecté par le contexte post-11 septembre n'améliore pas le tableau.
Concernant les points positifs, l'observatoire signale plusieurs signaux encourageants :
- Une amélioration de la situation des entreprises qui s'accompagne d'une reprise des investissements. La publication des comptes trimestriels fait d'ailleurs apparaître une révision à la hausse du taux de marge pour les années 2001 à 2003.
- La vigueur de la consommation des ménages avec une baisse du taux d'épargne (passant de 15,8 à 15,2 sur l'année).
- La vigueur du marché immobilier qui stimule la consommation des ménages enregistrant des plus-values (même latentes). Cette vigueur s'accompagne d'une hausse conséquente des encours de crédits.

Concernant la politique économique, l'OFCE quantifie l'impact de l'impulsion budgétaire de l'État à 0,4 % de PIB, impulsion qui est due principalement à l'écart observé entre les dépenses de santé en 2004 et celles prévues dans le projet de loi de finance déposé en 2003
Au bilan, l'observatoire explique la faiblesse de la reprise observée en 2004 par la morosité de l'environnement mondial, des chocs exogènes (en particulier la hausse rapide des prix du pétrole), et l'appréciation de l'euro entamée en 2001. La reprise de 2003-2004 est ainsi bien plus faible que celle de 1997-1998 ou celle de 1987-1988.

#### Commerce international
La balance commerciale s'est largement dégradée en 2004. Certes, la forte croissance du commerce mondial a stimulé les exportations françaises qui ont cru de 3,2% (cette croissance est cependant moindre que celle des autres pays de la zone euro). Pourtant, les entreprises françaises ont perdu en compétitivité au cours de l'année 2004, en partie à cause de l'appréciation de l'euro face au dollar. Sur le plan des importations, la hausse du cours des matières premières a causé une forte hausse de la facture pétrolière. Au total, les importations ont cru de 7,2% en 2004.

#### Entreprises et bourse
Le résultat net cumulé des entreprises du CAC 40 s'élève à 57 milliards d'euros en 2004, en hausse de 60% par rapport à 2003.

#### Chômage
Malgré la reprise de la croissance, la France ne connaît pas d'embellie sur le front du chômage. Après avoir fortement augmenté entre août 2003 et décembre 2003, le taux de chômage s'établit à 9,0% en janvier 2004. Il diminue légèrement pour atteindre 8,4% en mai 2004 puis commence à croître à l'été 2004 pour atteindre à nouveau 9,0% en novembre 2004.

#### Inflation
L'inflation accélère rapidement au début de l'année 2004 pour atteindre 2,6 % en rythme annuel au mois de mai avant de décélérer. L'inflation s'établit finalement 2,1 % en moyenne annuelle comme en 2003 malgré le redémarrage de la croissance. Ce sont surtout les prix de l'énergie (+ 10,2 %, portés par la forte hausse du prix du pétrole) qui nourrit l'inflation. Le prix des produits manufacturés recule par rapport à 2003 (-0,1 %) et celui des produits alimentaires connait une hausse très modérée (+0,2 %). La forte augmentation du tabac (+ 9,5 %) est, elle, liée au relèvement des taxes. Ainsi hors produits volatils (tabac, énergie...) l'inflation n'est que de 1,4 %, un niveau cependant bien supérieur à ceux de 1998 ou 1999. La France s'établit en 2004 dans la moyenne européenne (+ 2,2 %) en ce qui concerne l'inflation et la tendance est à la baisse au début de l'année 2005.

#### Évolution des comptes publics
La Sécurité Sociale connait une situation économique dégradée au cours de l'année 2004 dans la lignée des années 2002 et 2003. Le déficit total de la Sécurité Sociale s'établit à 11,9 milliards d'euros (dont 11,6 milliards pour la branche maladie) contre 10,2 en 2003. 2004 est en revanche la dernière année de solde positif pour la branche Retraite (300 millions d'euros d'excédent). L'année 2004 est à ce titre marquée par l'adoption de la Loi du 13 août 2004 relative à l’assurance maladie qui notamment:
- Crée le dossier médical personnel visant à ce que chaque Français dispose d'un dossier médical informatisé reprenant tout son passé et son actualité médicale
- Instaure les parcours de soins coordonnées
- Redéfinit les affections de longue durée (AFD)
- Crée la Haute Autorité de santé
- Instaure une contribution forfaitaire d'1 € sur les actes médicaux et les actes de biologie (avec un plafond annuel de 50 euros)[15]
- Renforce les contrôles et améliore la lutte contre la fraude
- Renouvelle la Carte Vitale par un nouveau modèle comportant la photographie de l'assuré(e)

## Secteurs économiques en 2004

### Transport aérien
Après plusieurs années de crises marquées notamment par les attentats du 11 septembre en 2001, l'épidémie de SRAS ou le déclenchement de la Guerre en Irak en 2003, le secteur du transport aérien voit sa situation s'améliorer notablement au cours de 2004. Le redémarrage de la croissance et des échanges commerciaux internationaux (qui croissent de 9,9 % par rapport à 2003) a profité au secteur aérien dans son ensemble.
Le trafic des compagnies membres de l'OACI a ainsi atteint en 2004 1 890 millions de passagers et 38 millions de tonnes de fret. Le fret aérien connaît d'ailleurs une année faste avec une croissance de 12,6 % des tonnes-kilomètres réalisés. Le nombre de passagers-kilomètres transportés fait un bond de 14,1 %.
Du fait d'une croissance plus importante du trafic que des capacités, le coefficient de remplissage gagne deux points par rapport à 2003 pour s'établir à 73 %. Enfin, pour la première fois depuis l'an 2000, les transporteurs aériens ont enregistré des bénéfices en 2004 avec une marge moyenne de 0,9 % des recettes d'exploitation ce qui représente un bénéfice opérationnel total de 3,3 milliards de dollars US. Cependant, le résultat net de l'industre dans son ensemble demeure négatif à -5,7 milliards de dollars US,,.

### Immobilier
L'année 2004 est une excellente année pour le secteur de l'immobilier et de la construction en France. Le nombre de mises en chantier connaît un bond de 15,8 % par rapport à 2003 s'établissant à 363 400 sur l'année, un niveau record qui n'avait pas été égalé depuis 1982. Cette bonne conjoncture s'appuie notamment sur une offre abondante en crédit immobilier dont les encours augmentent de 10 % par rapport à 2003. Cette forte demande se traduit aussi par une forte augmentation des prix de l'immobilier résidentiel. Ainsi, l'indice des prix des logements anciens en France métropolitaine enregistre un bond de 15,5 % fin-2004 par rapport au dernier trimestre de 2003.
La bonne santé du secteur se traduit aussi par 20 000 créations d'emplois dans le secteur de la construction pour l'année 2004. Seul le secteur des travaux publics connaît une année mitigée avec une croissance des investissements limitée à 1,8 %.
Si l'immobilier résidentiel se porte bien, l'immobilier non-résidentiel connait aussi une année satisfaisante. La demande placée en bureaux en Île-de-France connait sa meilleure année depuis 2000 avec 1,9 million de mètres carrés placés sur l'année. L'investissement en immobilier d'entreprise s'élève à 12,1 milliards d’euros, son plus haut niveau depuis 2001, malgré un taux de vacance qui demeure non négligeable (6,3 %).

### Presse écrite
La conjoncture s'améliore légèrement pour la presse écrite en 2004 même si elle demeure sur une pente descendante entamée au début des années 2000. Certes, le chiffre d'affaires de la presse écrite en France connaît une hausse globale de 12,1 % en 2004. Cependant, cette hausse s'explique principalement par l'importante croissance du chiffre d'affaires de la presse gratuite (+76 %) alors que l'augmentation du chiffre d'affaires de la presse payante n'est que de 0,7 %, niveau inférieur à l'inflation. Concernant la presse payante, la timide reprise du marché publicitaire (+0,2 %) est contrebalancée par un fort recul du volume des ventes (-1,6 %). Et si l'augmentation des recettes publicitaires de la presse écrite est de 160 millions d'euros, 90 millions sont captés par la presse gratuite qui recueille 56 % du volume total des recettes publicitaires en France en 2004.

### Industrie automobile
Le marché automobile français, longtemps morose en 2004, a terminé sur un bilan positif de + 0,2 % grâce à une bonne fin d'année qui lui a permis de se maintenir au-dessus des 2 millions, à 2 013 709 ventes.

### Marché du disque
Le marché du disque connaît une forte dégradation en 2004 :
- Les ventes d'albums chutent de 38 % par rapport à 2003
- Les ventes de singles chutent de 23 %

Malgré ces mauvais chiffres, les investissements marketing des maisons de disque demeurent à un niveau élevé (175 millions d'euros) en progression de 2 % par rapport à 2003.

## Mois par mois

### Février
- 1er février : La Commission européenne approuve la fusion entre Air France et KLM. Le nouveau groupe, un des premiers transporteurs mondiaux, adopte le nom d'Air France-KLM.

### Avril
- 1er avril :  10 États (Chypre, Malte, Slovénie, Hongrie, République Tchèque, Slovaquie, Lituanie, Lettonie, Estonie, Pologne) rejoignent l'Union Européenne.
- 5 avril :  Air France lance une offre publique d'échange sur les actions de KLM
- 19 avril : la fusion entre Air France et  KLM aboutit.

### Septembre
- 8 septembre : La Banque du Canada augmente son taux directeur de 25 points de base à 2,25 %[4].

### Octobre
- 14 octobre : General Motors annonce un plan de licenciement massif en Europe prévoyant jusqu'à 12 000 suppressions d'emplois entre 2004 et 2006[24].
- 19 octobre : La Banque du Canada augmente une deuxième fois son taux directeur de 25 points de base pour le porter à 2,50 % malgré la flambée des cours du pétrole[4],[25].
- 23 octobre : George W. Bush lance une réforme majeure de l'impôt sur les sociétés, la plus importante depuis 1986. Cette réforme vise à trancher un litige commercial entre les États-Unis et l'Union Européenne ainsi qu'une baisse d'impôt équivalente à 136 milliards de dollars en faveur des agriculteurs et entreprises américaines. De fait, cette baisse remplace un dispositif d'exemption fiscale qui avait été déclaré illégal par l'OMC et qui avait poussé l'Union Européenne à instaurer des sanctions douanières sur 1600 produits américains en représailles[26].

### Décembre
- 16 décembre : L'INSEE révise à la baisse ses prévisions de croissance de l'économie française pour 2004 et 2005. Cette mauvaise nouvelle contrarie la promesse faite par le premier ministre Jean-Pierre Raffarin de ramener le taux de chômage « sous la barre des 9 % » en 2005[27].